# Autoserica bomuana
Autoserica bomuana är en skalbaggsart som beskrevs av Brenske 1899. Autoserica bomuana ingår i släktet Autoserica och familjen Melolonthidae. Inga underarter finns listade.